# Друганкин, Иван Николаевич
Иван Николаевич Друганкин (род. 9 января 1949) — советский хозяйственный деятель, строитель. Лауреат Государственной премии РСФСР в области архитектуры (1987).

## Биография
Родился 9 января 1949 года.

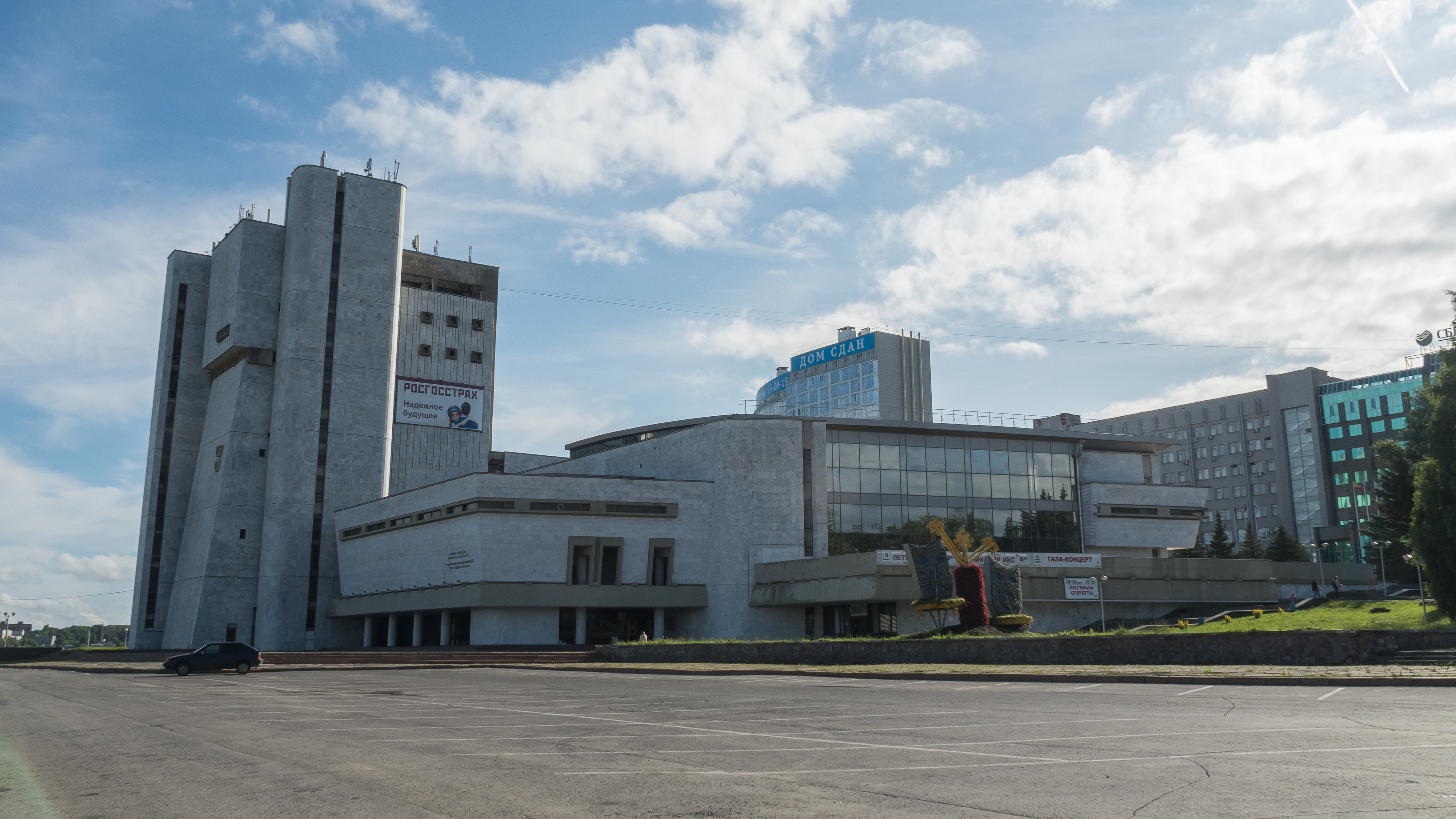
Новое здание Чувашского музыкального театра в Чебоксарах

В 1987 году в составе группы стал лауреатом Государственной премии РСФСР в области архитектуры за проектирование и строительство нового здания Чувашского музыкального театра в Чебоксарах. Лауреатами также стали архитекторы В. А. Тенета и Л. В. Карсян; инженер-конструктор О. К. Смирнов и строитель Н. А. Андрбаев.
Жил в Чебоксарах.

## Награды
- Государственная премия РСФСР в области архитектуры (1987)
- Звание «Ветеран труда Чувашской Республики» (2009)[1]